# Tongyeong

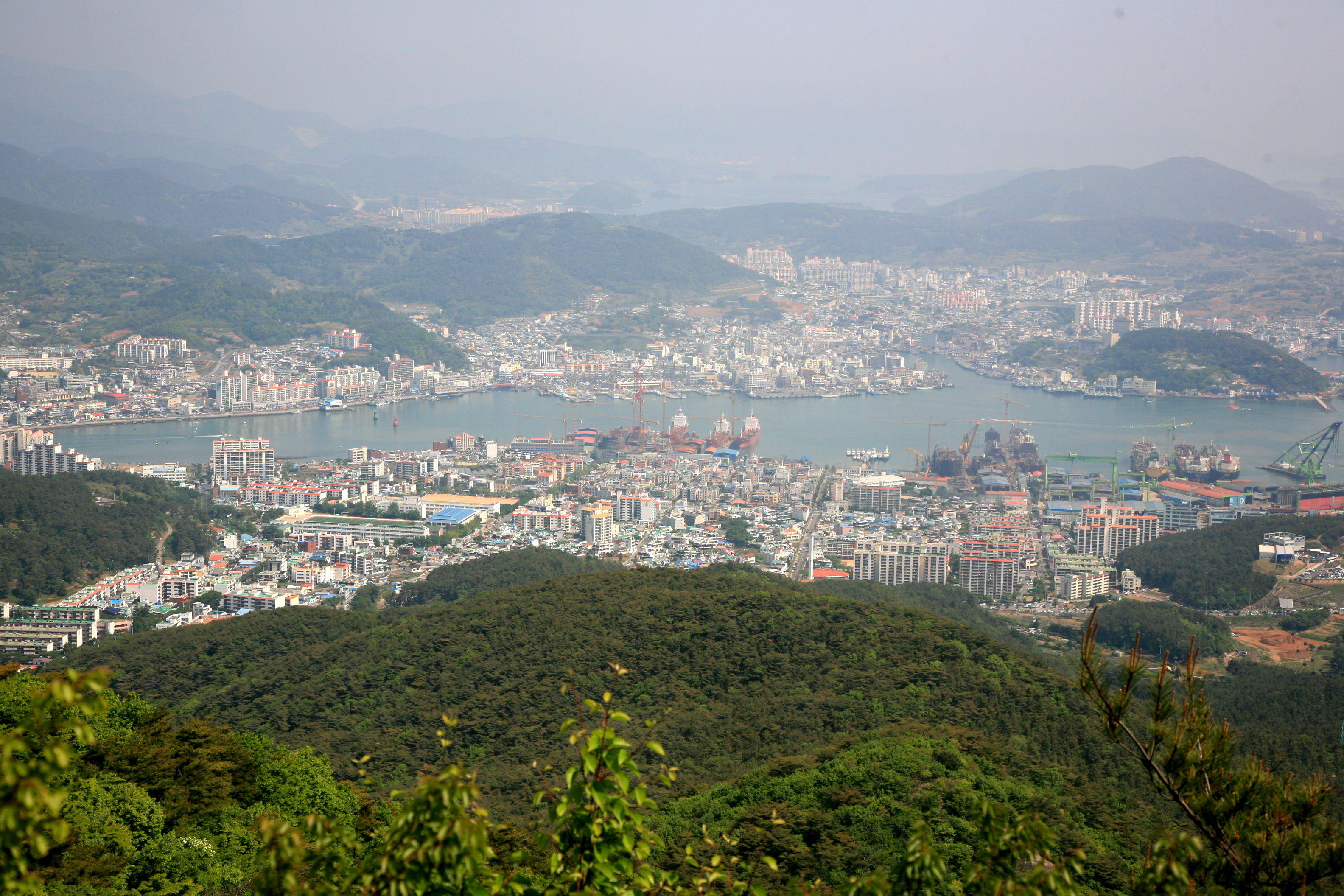
Sicht auf die Stadt vom Hallyeo Waterway Observation Deck aus

Tongyeong (kor. 통영시) ist eine rund 135.366 Einwohner (Stand: 2019) zählende Hafenstadt mit bedeutender Geschichte in der Provinz Gyeongsangnam-do (경상남도) an der Südküste von Südkorea.

## Namensherkunft
Der Name Tongyeong kann abgeleitet werden von Tongjeyong (통제영), was Marinehauptquartier bedeutet. Bis zum Anfang des 17. Jahrhunderts, als der Ort noch ein Fischerdorf war, hieß er Duryong-po (두령보), ab 1617 Chunwon-myeon und ab 1914 Tongyeong-myeon. Von 1955 bis 1994 wurde die Stadt zu Ehren des Admirals Yi Sun-sin (1545–1596) Ch'ungmu (충무) genannt.

## Geographie
Tongyeong liegt auf einer Halbinsel rund 50 km südwestlich der Stadt Jinju (진주시) am Ende des Expressway 35, der von Nordwesten her nach Tongyeong führt. Direkt westlich der Stadt liegt die Insel Geojedo (거제도). Nordöstlich der City befindet sich der 246 m hohen Sambongsan (삼봉산). Die Stadt mit ihrem Seehafen, bildet den nördlichen Ausgangspunkt zum Hallyeohaesang National Park (한려해산 국립공원).
Zum Stadtgebiet und zum Landkreis, der eine Fläche von 238,8 km² umfasst, zählen rund 500 der Halbinsel vorgelagerten Inseln unterschiedlicher Größe, von denen nach Angaben der Stadt Yokjido (욕지도), Hansando (한산도), Saryangdo (사럥도), Maemuldo (먜물도), Somaemuldo (소메물도) und Bijindo (비진도), die schönsten sein sollen. Weitere größere Inseln im Verwaltungsbereich der Stadt sind: Mireukdo (미륵도), Dumido (두미도), Yeonhwado (연화도), Sangnodaedo (상노대도), und Gukdo (국도).

## Klima
Die Insel Geojedo schützt Tongyeong vor den Strömungen der Korea-Straße, während die Mireuksan-Berge und die beiden Inseln Yokjido und Yeonhwado die Stadt vor den Auswirkungen starker Winde bewahrt. Die Auswirkungen des warmen, im Japanischen Kuroshio (Schwarzer Strom) genannten Stroms und dessen Ableger Tsushima, erzeugen ein über das gesamte Jahr sehr mildes ozeanisches Klima, das der Stadt den Titel des wärmsten Ortes des Landes einbrachte. Die Differenzen zwischen dem kältesten Mittel und dem wärmsten Mittel des Jahres sind in Tongyeong mit 2,5 Grad Celsius im Mittel im Januar und bis zu 26 Grad Celsius im Mittel im August am geringsten.
Die Stadt Tongyeong ist aber auch der Ort in Südkorea, der am stärksten betroffen ist, wenn ein Taifun auf die Küste trifft. So war der Taifun Sara, der am 16. September 1959 die Stadt in Angst und Schrecken versetzte, mit 750 Toten, 2200 Verletzten, 121.000 beschädigten Gebäuden, 3300 zerstörten Schiffen und einem Gesamtschaden von 129 Milliarden Won, rund 86 Mio. Euro, der zerstörerischste Taifun, der Südkorea je getroffen hat.

## Geschichte

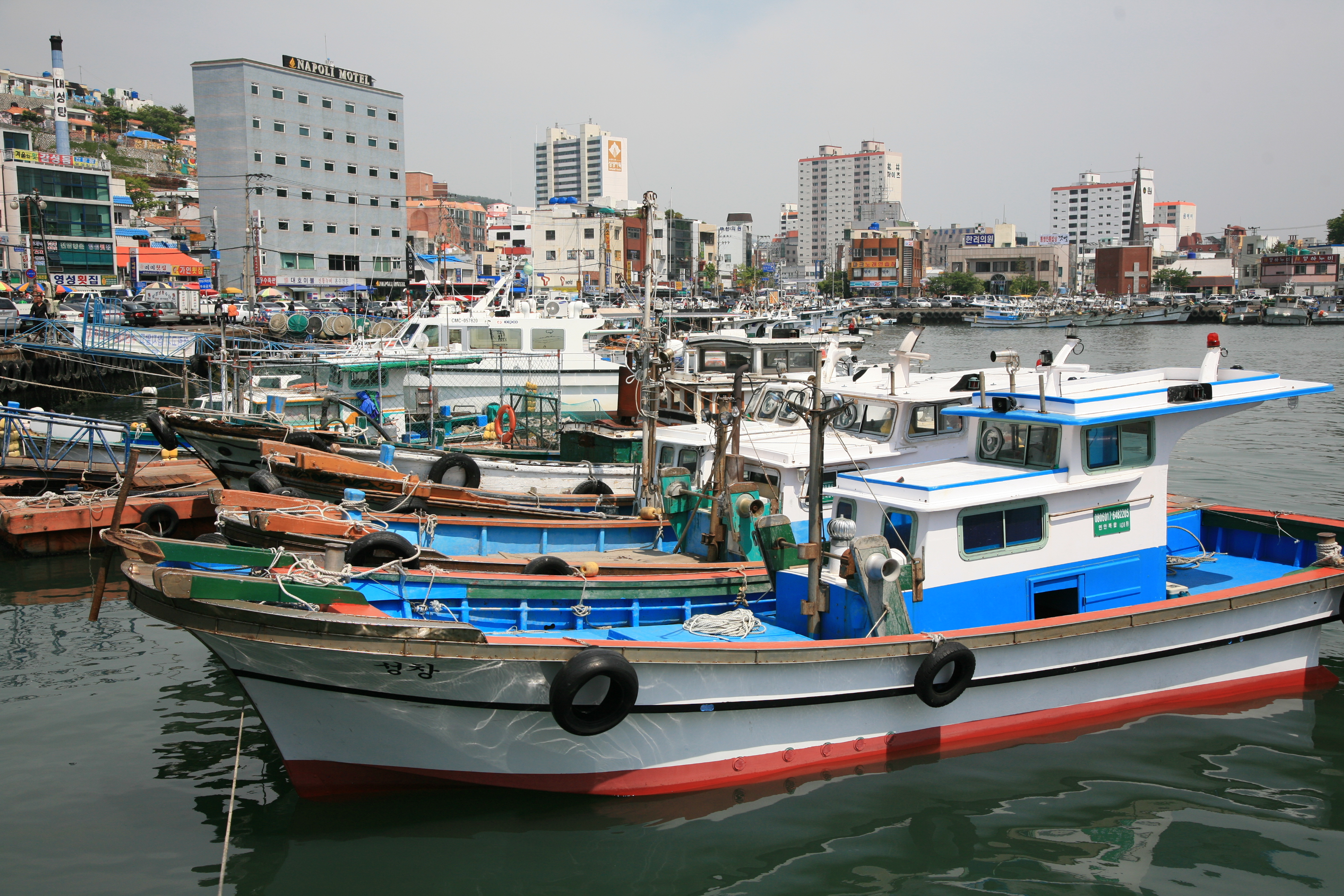
Teile des Fischereihafens

Das einstige Fischerdorf Duryong-po, an dessen Ufer der heutige Hafen von Tongyeong liegt, bestand in seiner Form bis zum Jahr 1604, als das Marinehauptquartier der koreanischen Seestreitkräfte für die drei Provinzen, Gyeongsang-do, Jeolla-do und Chungcheon-do, in dem Ort errichtet wurde. Schon Jahre zuvor, während der Imjininwaeran-Invasion (1592–1598), als japanische Truppen das Land überfielen, machte der Ort und seine umliegenden Seegebiete nachhaltige Geschichte. In einem ersten Seegefecht westlich von Tongyeong zwischen den Inseln Hansando, Hwado und Mireukdo besiegten am 14. August 1592 koreanische Truppen unter der Führung von Admiral Yi Sun-shin die japanischen Invasoren. Doch nach zahlreichen Seeschlachten drohte der Marine des Joseon-Reiches eine Niederlage. Daraufhin ernannte König Seonjo (선조) Admiral Yi Sun-shin im August 1593 zum Oberbefehlshaber der drei Provinzen, womit ihm praktisch fast die gesamte Marine des Reiches unterstand.
Um die Marine zu stärken und die Verpflegung zu sichern, ließ Yi in Duryong-po Kasernenbauernhöfe anlegen und durch Fischfang Geld für die Kriegskasse einnehmen. Außerdem ließ er die „12 Werkstätten“ anlegen, in denen Meister verschiedener Handwerke Kriegsausrüstung herstellten. In diesen Werkstätten wurden später auch Geräte und Gegenstände für zivile Zwecke und für die Landwirtschaft produziert. Schnell erwarben sich die Handwerker des Ortes einen guten Ruf im ganzen Land. Einen Ruf erwarb sich auch Admiral Yi durch den Bau der Geobukseon-Schiffe, (Schildkrötenschiffe), die entsprechend gepanzert und mit Kanonen bewaffnet eine Herausforderung für den Gegner war. Mit ihnen, in einer ausgeklügelten und trickreichen Seeschlacht, verteidigte er am 15. September 1597 sein Land mit nur 13 Schiffen gegen eine Armada von rund 130 japanischen Schiffen und fügte den Japanischen Angreifern eine empfindliche Niederlage zu. Admiral Yi fiel im Jahr 1598 und um an seine Erfolge anknüpfen zu können, entschied der Königshof 1604 Duryong-po zu einem Hauptquartier der Marine auszubauen.
In den Werkstätten entwickelte sich die Herstellung von Alltagsgegenständen und Tributgeschenken an den König und förderte so den Handel und das Gewerbe des Hafenortes. Auch die Nähe zu Japan über den Seeweg trug zum Prosperieren der Stadt bei. Der Schiffsbau, nicht nur zu militärischen Zwecken, entwickelte sich gleichfalls und der Seehandel nahm zu. So stieg Tongyeong zum Handelszentrum der Provinz Gyeongsang-do auf und zum Ende des 19. Jahrhunderts hatte sich die Bevölkerungszahl in einem Zeitraum von einem Jahrhundert verdoppelt. Die Bevölkerungsdichte der Stadt lag zu dieser Zeit über der von Seoul.
Als 1895 im Rahmen der Gabo-Reformen das Marinehauptquartier geschlossen wurde und mit ihm die „12 Werkstätten“, verließen viele Handwerksmeister die Stadt. Dadurch erlitt die Stadt einen wirtschaftlichen Einbruch und verlor so an Bedeutung, für das Land und für seine Region.
Bedeutung erhielt die Stadt wieder zu Beginn des Koreakriegs (1950–1953), als nordkoreanische Truppen die Stadt einnahmen, um von dort aus die Städte Masan und Busan anzugreifen. Südkoreanische Marineeinheiten eroberten die Stadt im August 1950 in einer amphibischen Landeoperation allerdings zurück, einen Monat bevor die USA in den Krieg eintraten.
Nach dem Ende des Koreakriegs erlangte die Stadt auch ihren Ruf als Stadt des Kunsthandwerkes zurück. Bezeichnend dafür war, dass in den 60er Jahren Möbelstück mit Intarsien aus Perlmutt und Kommoden für Schreibutensilien aus Tongyeong landesweit beliebt wurden. Sie bildeten eine wichtige Einnahmequelle für über 1000. Einwohner der Stadt. Doch mit der Modernisierung des Landes verlor dieser Kunsthandwerkszweig zunächst an Bedeutung, erlebt aber seit neuem durch Kunstsammler aus aller Welt eine kleine Renaissance. Zur Wiederbelebung der Kultur der „12 Werkstätten“, startete die Stadt 2008 das Projekt „Craft 12“, das die alten Handwerke fördern und wieder zu Geltung bringen soll.

## Die Stadt heute

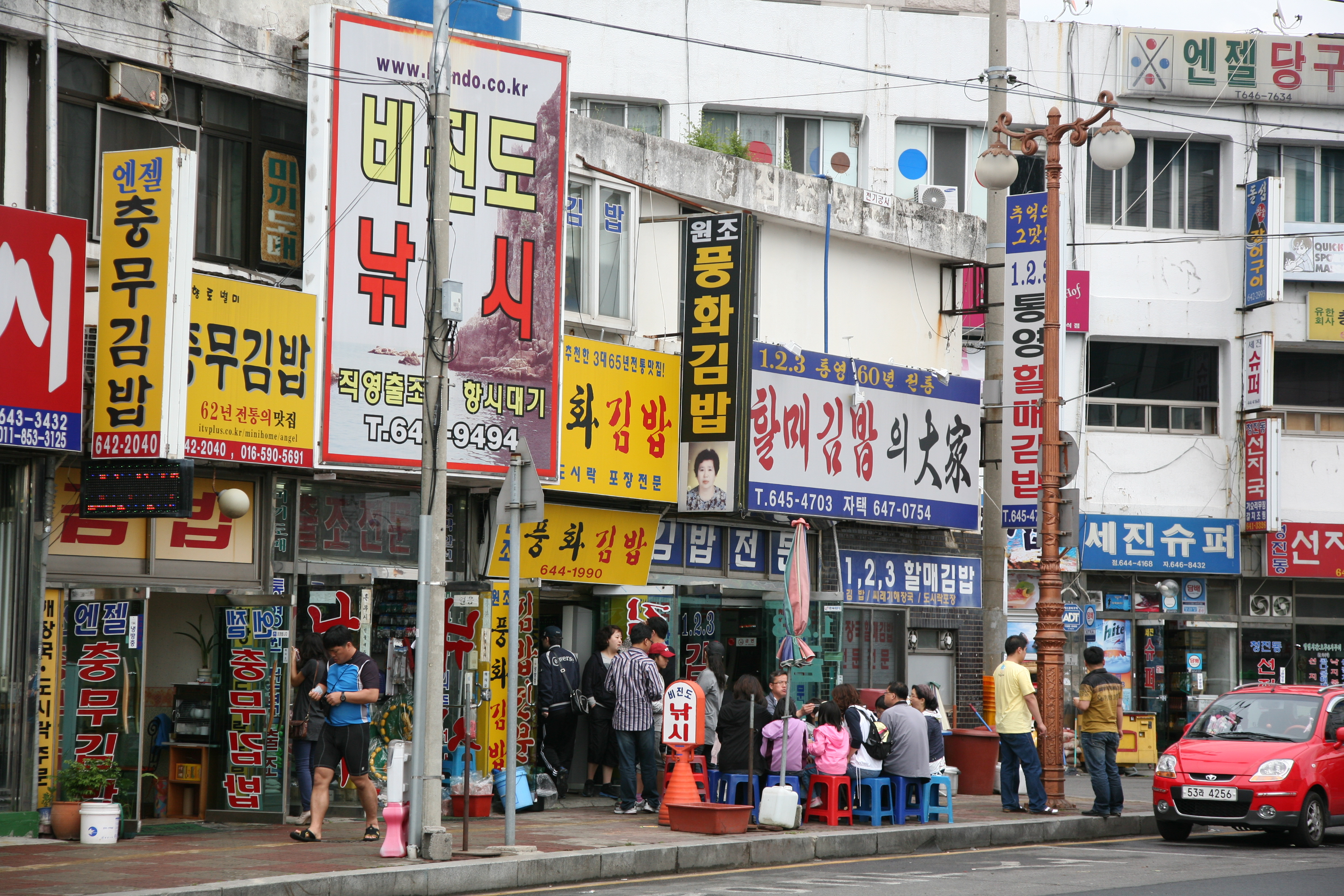
Geschäfte in einer Straßenzeile

### Verwaltungsstruktur
Zu Beginn der Annexion Koreas durch Japan, wurde 1914 Yongnam-gun und Geoje-gun zum Landkreis Tongyeong-gun zusammengefasst. Chunwon-myeon wurde zur Landgemeinde Tongyeong-myeon und 1931 zur Kleinstadt Tongyeong-eup hochgestuft. 1952 trennte man Geoje-gun vom Landkreis Tongyeong-gun ab und teilte diesen in den Jahren 1953 und 1955 in sechs Landgemeinden (myeon) auf, wobei Tongyeong-eup 1955 von Tongyeong-gun abgetrennt und mit neuem Namen Chungmu-si zur Stadt (Si) mit 20 Stadtteilen (dongs) hochgestuft wurde. 1984 erfolgte dann die Umbenennung der Stadt in Tongyeong-si, ihrem heutigen Namen. Im Mai 1995, im Januar 1998 und im August 1999 wurden die Stadtviertel schrittweise von ursprünglich 20 auf heute acht Stadtviertel zusammengelegt. Im Dezember 2010 erfolgte die vorläufig letzte Änderung in der Verwaltungsstruktur. Heute ist Tongyeong in ein Si, ein Eup, sechs Myeon und acht Dong und zahlreiche Ri untergliedert:
- Eup: Sangyang-eup,
- Myon: Dosan-myeon, Gwangdo-myeon, Hansan-myeon, Saryang-myeon Yokji-myeon, Yongnam-myeon
- Dong: Bongpyeong-dong, Docheon-dong, Inpyeong-dong, Jungang-dong, Misu-dong, Munhwa-dong, Myeongjeong-dong, Pyeongrim-dong

### Wirtschaft

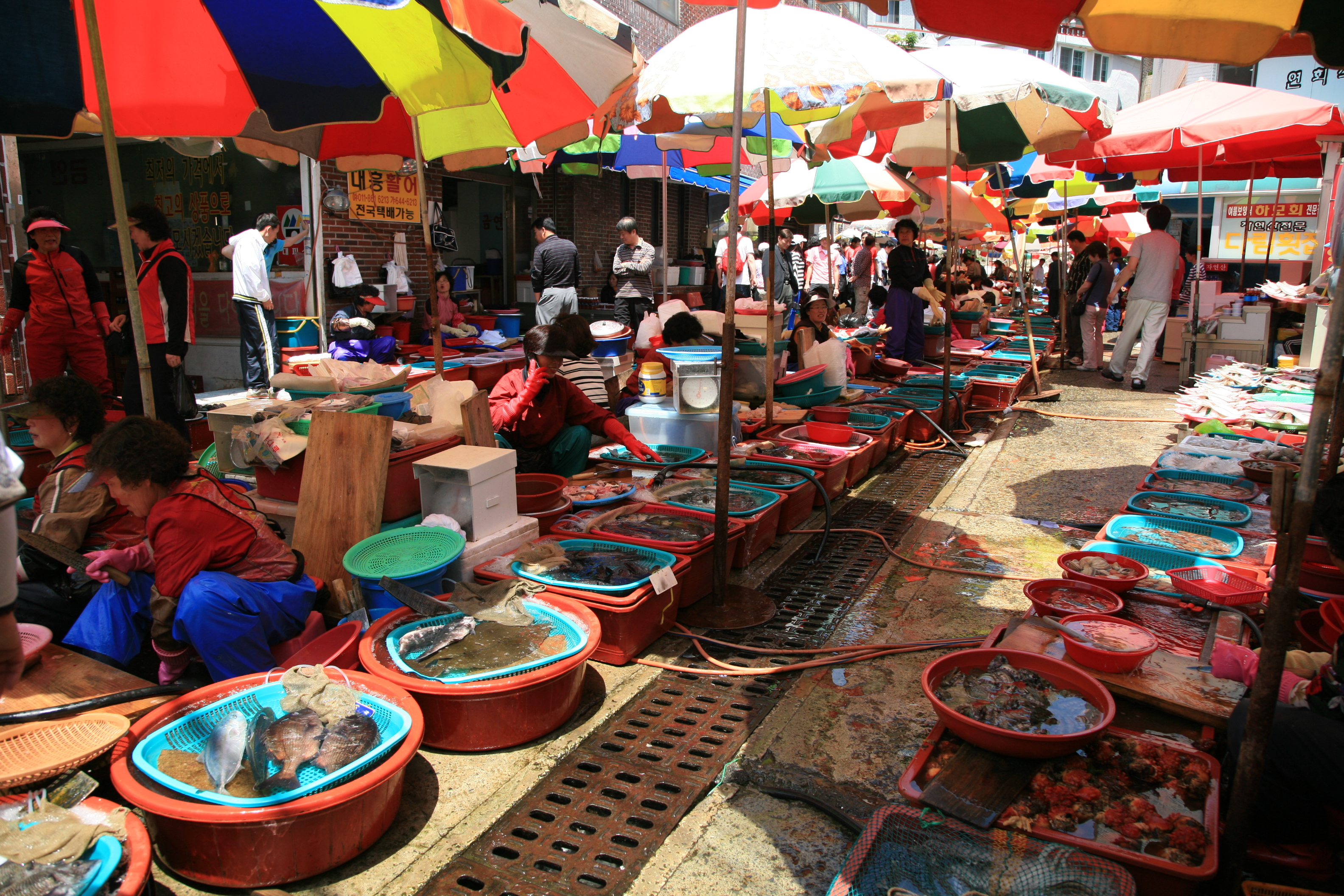
Fischmarkt

Fischerei und Fischzucht stellt eine der wichtigsten Einnahmequellen der Bewohner von Tongyeong dar. Hauptumschlagsplatz dafür ist der Jungang-Markt Besonders für seine Austernzucht, die in den 1960er Jahren begann, und die Seescheidenzucht, die in den 1970er folgte, ist die Hafenstadt bekannt. Beide machen 70 % der landesweiten Produktion aus. Um die Insel Yokjido herum werden Meerbrassen, Felsenfische, Zackenbarsche, Makrelen gezüchtet und auf der Insel Daemaemuldo ernten Haenyeo-Taucherinnen Seeohren, Seeigel, Austern und Turbanschnecken.
Das Kunsthandwerk bildet eine weitere Einnahmequelle für die Bewohner, wenn auch mit weit geringerer Bedeutung als durch Fischfang und Fischzucht. Die Stadt Tongyeong versucht gerade den Sektor des Kunsthandwerkes zu stärken, indem sie 2008 das Projekt „Craft 12“ in Anlehnung der Kultur der „12 Werkstätten“ ins Leben rief.
Der Tourismus spielt seit einiger Zeit eine bedeutendere Rolle, da das milde Klima, die imposante Küste und das Hafenviertel mit den Meeresdelikatessen in den zahlreichen Restaurants, viele Touristen zum Verweilen einlädt. Die Stadt hat deshalb auch den Beinamen „Neapel des Ostens“ in Anspielung auf Neapel in Italien bekommen.

### Kunst und Kultur

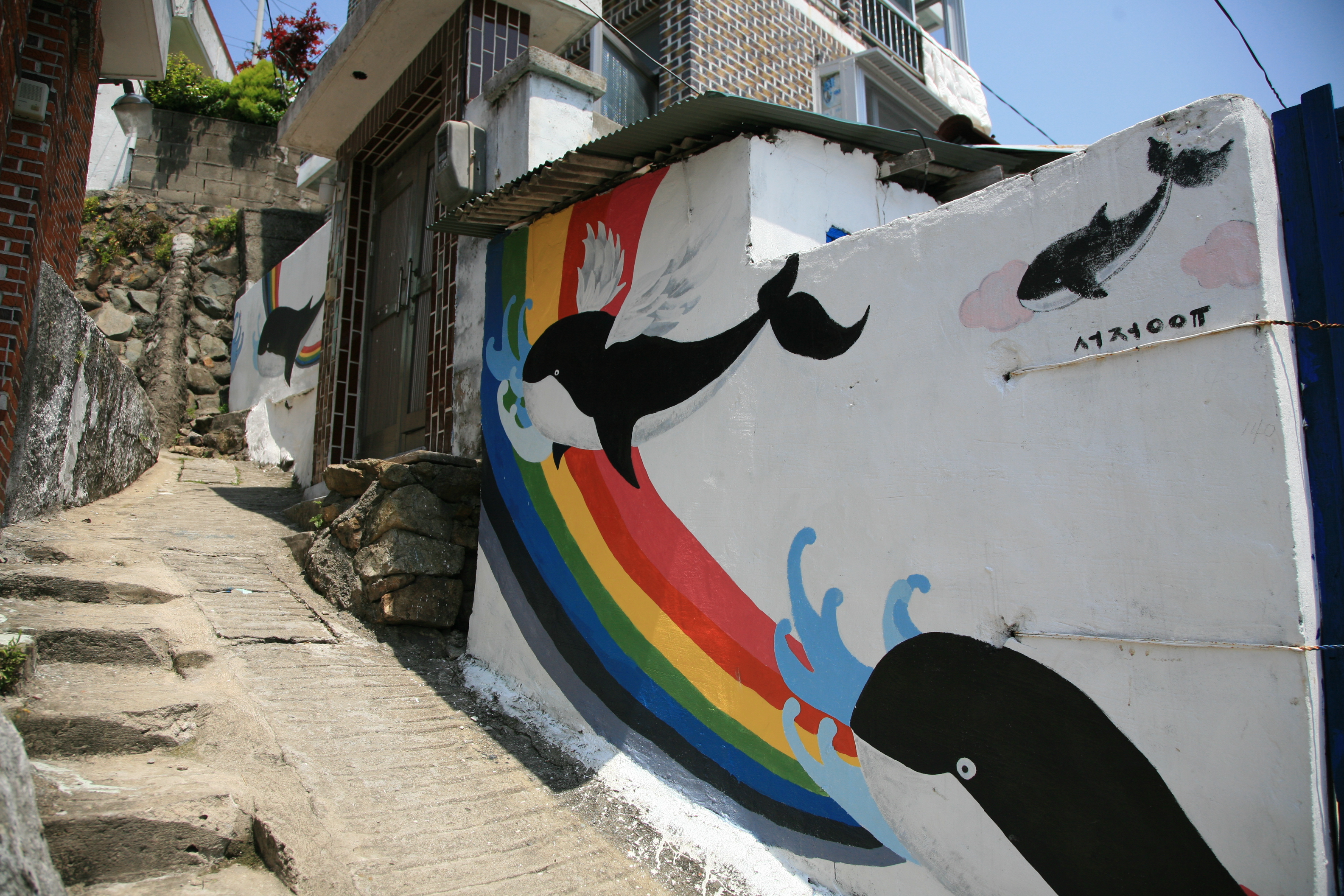
Gasse in Dongpirang (동비랑) mit Wandmalerei

Die Bewohner von Tongyeong behaupten von ihrer Stadt, dass sie eine Stadt der Kunst und Kultur sei. Tatsache ist, dass namhafte Künstler und Kulturschaffende in der Stadt geboren und aufgewachsen sind und in der Stadt ihre künstlerischen Spuren hinterlassen haben. Interessant ist, dass die bekanntesten Kulturschaffenden ihren Namen während der Zeit, als Korea durch Annexion ein Teil des Japanischen Kaiserreichs war, bekommen haben. Beeinflusst durch die modernen japanische Künstler seinerzeit und durch das über Japan kommende westliche Denken, trugen sie zur kritischen Auseinandersetzung mit dem japanischen Imperialismus und Vorherrschaftsdenken, aber auch mit der eigenen Kultur ihres Landes bei.
Einige von ihnen wurde posthum geehrt, indem zum Beispiel in Gedenken an den Komponisten Yun I-sang (윤이상) die Konzerthalle der Stadt erbaut wurde, in der jährliche Musikfestivals mit internationalem Rang abgehalten werden. Das Literaturmuseum der Stadt, Cheongma, wurde als weiteres Beispiel zum Gedenken an den Dichter Yu Chi-hwan (유치환) errichtet, eine Ausstellungshalle zu Ehren des Dichters Kim Chun-su (김춘수) geschaffen, eine Gedenkhalle in Erinnerung an die Schriftstellerin Pak Kyong-ni (박경리) gebaut und das Kunstmuseum dem Maler Jeon Hyuk-lim (전흏림) gewidmet.
Ein Stadtteil von kultureller Bedeutung ist heute Dongpirang (동비랑). Sollte dieser nach dem Willen der Stadtregierung noch 2007 dem Erdboden gleichgemacht und in einen Park verwandelt werden, konnte sich nach dem Einsatz der Generalsekretärin der Organisation Grünes Tongyeon 21 für den Erhalt des Viertels, ein studentisch und von jungen Künstlern geprägtes Viertel entwickeln. Die alten eng zusammenstehenden kleinen Häuser werden heute als Werkstätten und Ateliers genutzt. Dem Viertel der Nutzung entsprechend einen eigenen Charakter zu verleihen, wurden die engen Gassen von den Bewohnern mit Wandmalerei verziert, was dazu führte, dass das Dongpirang heute ein Anziehungspunkt für Touristen geworden ist.

### Sehenswürdigkeiten

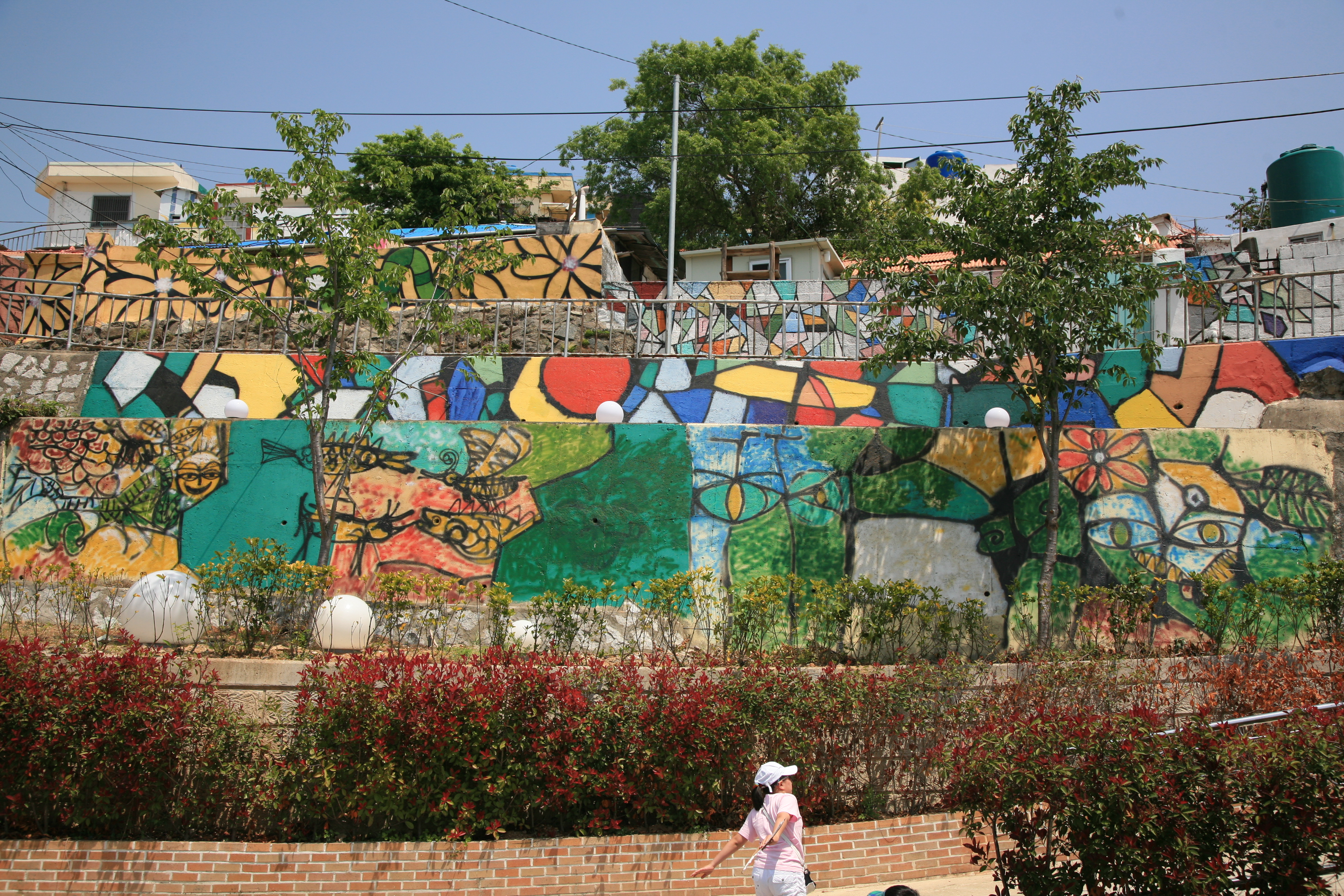
Blick hinauf auf Dongpirang (동비랑) mit Wandmalerei

- In der Bucht liegen Nachbildungen eines Geobukseon (Schildkrötenschiff) und Panokseon mit Kommandoturm,[20]
- Der Berg Mireuk-san, der die Stadt im Süden flankiert und an dessen Hängen der Tempel Yonghwa-san liegt,[13]
- Tempel Mirae-sa, am südlichen Hang des Bergs Mireuk-sa,[19]
- Der 1599 errichtete Changnyang-Schrein,
- Der 1606 errichtete Chungnyeol-Schrein, an dem jährlich am 28. August dem Admiral Yi Sun-shin gedacht wird,[21]
- Die Sebyeonggwan-Halle, sie gehörte zu den Hauptgebäuden des Marinehauptquartiers,[22]
- Hallyeohaesang-Nationalpark, 1968 als erster Meeres-Nationalpark Südkoreas eröffnet

## Persönlichkeiten der Stadt
- Yu Chi-jin (유치진) (1905–1974), Dramatiker
- Yu Chi-hwan  (유치환) (1908–1967), Dichter
- Jeon Hyuk-lim (전흏림) (1916–2010), Maler
- Yun I-sang (윤이상) (1917–1995), Komponist[20]
- Kim Yong-ik (김용익) (1920–1995), Schriftsteller
- Kim Chun-su (김춘수) (1922–2004), Dichter
- Pak Kyong-ni (박경리) (1926–2008), Schriftstellerin
- Lee Jong-hwa (* 1963), Fußballspieler
- Kim Min-jae (* 1996), Fußballspieler